# Johann May
Johann May (egyes forrásokban May János, Bécs, 1809. – Bécs, 1851. december 15.) magyar honvédalezredes, az 1848–49-es szabadságharcot követő függetlenségi szervezkedések egyik vezetője.

## Életútja
1827-ben lépett a császári hadsereg 2. tüzérezredébe. 1847-től hadnagyként az 5. (Bervaldo) tüzérezred állományában, a komáromi várőrségnél szolgált. A honvédség kötelékében sikereket tudhatott magának Komárom várának védelmében, illetve a nemzetőrség tagjainak tüzérségi képzésében is. Novembertől a komáromi erődítési munkálatok vezetője, nevéhez fűződik a Duna jobbparti sáncok építése. Részt vett a vár védelmében, Klapka György 1849 szeptemberében alezredessé léptette elő. A vár kapitulációja után egy ideig bujdosott, majd Piemontba emigrált.
1850-ben visszatért Bécsbe, és a műszaki egyetemen tanított. Kapcsolatba került magyar ellenállási mozgalom tagjaival, a Pesten szervezkedő Jubál Károllyal és Kossuth Zsuzsannával, illetve az erdélyi szervezkedést irányító Makk Józseffel. 1851 nyarán titokban Törökországba utazott, és ekkor Kossuth Lajossal is találkozott. A tárgyalás eredményeképpen megbízták, hogy szervezzen forradalmi csapatokat Komárom környékén. Volt bécsi forradalmárokból és diákokból Bécsben ellenálló csoportot szervezett. 1851 októberében személyesen találkozott Jubál Károllyal. Közösen kidolgozott tervük szerint a nagyobb magyarországi várakat akarták rajtaütésszerűen elfoglalni, ezzel megteremtve a fegyveres felkelés bázisát. Az osztrák rendőrség azonban besúgók és Kossuth megbízottja, Piringer Mihály elfogása révén tudomást szerzett a tervezett akciókról és a vezetők kilétéről. Mayt 1851. december 1-jén Bécsben letartóztatták, s bár több bizonyíték is ellene szólt, vallomást tenni nem volt hajlandó, a kegyetlen kínzások ellenére sem vallott a szervezkedés részleteiről. Hogy semmilyen módon ne kényszeríthessék vallomásra, börtöncellájában vajjal kente be ruháját, és szalmazsákját magára gyújtva öngyilkos lett. Egyhetes agónia után halt meg.

## Emlékezete
- Alsóörsön a település egyik főutcája, a vasútállomástól Felsőörs irányába vezető May János utca neve őrzi az emlékét.